# Parco nazionale di Taï
Il Parco nazionale di Taï (francese: Parc national de Taï) è un parco nazionale situato in Costa d'Avorio. Si tratta di una delle ultime foreste primarie dell'Africa occidentale.
Il parco si estende nella regione sud occidentale della Costa d'Avorio nel dipartimento omonimo; confina a ovest con la Liberia, a est con il fiume Sassandra, a nord con il monte Peko e i monti Saon, e a sud con il monte Nieno Koué. Occupa una superficie di 3.300 chilometri quadrati, con una zona cuscinetto di circa 200 chilometri quadrati. Nel territorio vi sono stanziate le popolazioni Kru.
Nel 1982 il parco è stato inserito nell'elenco dei patrimoni dell'umanità grazie alla presenza di un'ampia biodiversità, sia come flora che come fauna. Cinque specie di mammiferi del Parco Nazionale di Taï sono nella Lista Rossa delle specie minacciate: ippopotamo pigmeo, scimmie colobo olivastro, leopardi, scimpanzé e cefalofo di Jentink.
La riserva forestale di Taï è stata creata nel 1926 e promossa allo status di parco nazionale nel 1972. È stata riconosciuta come riserva della biosfera dall'UNESCO nel 1978 e aggiunta alla lista dei siti naturali del patrimonio dell'umanità nel 1982.
La foresta di Taï è un serbatoio naturale del virus Ebola. L'Organizzazione Mondiale della Sanità ha espresso preoccupazione per la vicinanza di questo bacino idrico all'aeroporto internazionale Félix-Houphouët-Boigny di Abidjan.

## Geografia
Il parco è costituito da 4.540 chilometri quadrati di foresta tropicale sempreverde situata nell'angolo sud-occidentale della Costa d'Avorio, al confine con la Liberia. Le altitudini variano da 80 metri a 396 metri (Monte Niénokoué). Il parco è situato su una penepianura granitica precambriana di migmatiti, biotiti e gneiss che digrada dal nord dolcemente ondulato e asciutto verso terreni più profondamente sezionati a sud, dove le piogge sono abbondanti. Questo altopiano tra i 150 e i 200 metri è interrotto da diversi inselberg granitici formati da intrusioni plutoniche, tra cui il Mont Niénokoué a sud-ovest. Un'ampia zona di scisti variegati attraversa il parco da nord-est a sud-ovest, sezionata dagli affluenti dei principali corsi d'acqua che corrono paralleli ad esso: i fiumi N'zo, Meno e Little Hana e Hana, che sfociano tutti a sud-ovest nel fiume Cavally. Nella stagione delle piogge questi fiumi sono larghi, ma nella stagione secca diventano corsi d'acqua poco profondi. 
Il confine settentrionale dell'adiacente Riserva Faunistica di N'Zo è formato dal grande bacino idrico dietro la diga di Buyo sui fiumi N'zo e Sassandra. C'è un po' di foresta paludosa nel nord-ovest del parco e a N'zo. I terreni sono ferralitici, generalmente lisciviati e di bassa fertilità. Nelle valli meridionali sono presenti gley idromorfe e suoli alluvionali più fertili (DPN, 1998). L'oro e alcuni altri minerali esistono in piccole quantità.

### Clima
Esistono due distinte zone climatiche di tipo sub-equatoriale. Le precipitazioni annuali variano da una media di 1.700 millimetri nel nord a 2.200 millimetri nel sud-ovest, cadendo da marzo/aprile a luglio, con una stagione umida più breve da settembre a ottobre. Non c'è una stagione secca nel sud, ma nel nord è marcata da novembre a febbraio/marzo, accentuata brevemente dal vento secco di Harmattan da nord-est. Questi iniziarono a interessare la regione solo intorno al 1970, dopo che metà delle foreste del paese erano state abbattute. C'è solo una piccola fluttuazione di temperatura tra 24 e 27 °C a causa dell'influenza oceanica e della presenza di foreste, ma le temperature medie diurne possono variare da 25 a 35 °C. L'umidità relativa è elevata (85%). I venti prevalenti sono monsonici da sud-ovest. Nel 1986, la Costa d'Avorio ha subito un deficit di precipitazioni del 30%, probabilmente a causa della perdita di copertura forestale: il 90% del paese è stato disboscato negli ultimi cinquant'anni, con conseguente notevole diminuzione dell'evapotraspirazione.
Il parco è una delle ultime porzioni rimaste della vasta foresta pluviale primaria dell'Alta Guinea che un tempo si estendeva attraverso gli attuali Togo, Ghana, Costa d'Avorio, Liberia e Sierra Leone fino alla Guinea-Bissau. È la più grande isola di foresta rimasta nell'Africa occidentale rimasta relativamente intatta. La sua foresta tropicale matura si trova all'interno di un Centro WWF/IUCN per la Diversità Vegetale e nel centro dell'endemismo della Liberia orientale e della Costa d'Avorio occidentale, probabilmente a causa di un refugium dell'era glaciale, con oltre 50 specie endemiche della regione. Il parco contiene circa 1.300 specie di piante superiori, di cui il 54% si trova solo nella zona della Guinea. La vegetazione è prevalentemente densa foresta ombrofila sempreverde di tipo superiore guineano di alberi emergenti di 40-60 m con tronchi massicci e grandi contrafforti o radici su palafitte.
Si possono riconoscere due tipi principali di foresta, che vanno dalla foresta sempreverde umida con leguminose nel terzo meridionale alla foresta semi-sempreverde umida nel nord. Un gran numero di epifite e liane formano un elemento importante ai livelli inferiori, tra cui Platycerium, Nephrolepis biserrata, Drymaria e Asplenium africanum. La foresta sempreverde umida sassandriana su suoli scistosi a sud-ovest è dominata da specie come l'ebano (Diospyros gabunensis), Diospyros chevalieri, Mapania baldwinii, Mapania linderi e Heritiera utilis (sin. Tarrietia utilis), con numerose specie endemiche, soprattutto nella bassa valle di Cavally e nelle depressioni di Meno e Hana vicino Mont Niénokoué. Gli ultimi stand del grande albero endemico Kantou guereensis sono qui. I suoli più poveri del nord e del sud-est ospitano specie come la palma Eremospatha macrocarpa, l'ebano dell'Africa occidentale Diospyros mannii, Diospyros kamerunensis, Parinari chrysophylla, Chrysophyllum perpulchrum e Chidlowia sanguinea [vi]. Specie come Gilbertiodendron splendidum, Symphonia globulifera e Raphia si trovano nelle foreste paludose dei fiumi e nelle lanche. Gli inselberg sono vegetati, a seconda del loro substrato, con praterie simili a savana e alberi decidui come la Spathodea campanulata. Nella zona sono state scoperte piante un tempo ritenute estinte, come l'Amorphophallus staudtii. Da quando lo sfruttamento commerciale del legname è ufficialmente cessato nel 1972, la foresta si è ripresa bene, anche se vaste aree sono dominate da specie piantate.
Le piante forestali svolgono ancora un ruolo importante nella vita delle persone nella regione di Taï. Il frutto del Thaumatococcus daniellii localmente noto come katamfe o katempfe, yoruba o canna morbida è utilizzato nella medicina tradizionale e contiene una sostanza proteica cinquemila volte più dolce della canna da zucchero. La corteccia della Terminalia superba, o "albero della malaria", è usata dall'etnia Kroumen per il trattamento della malaria. Ciò significa che il parco è una soffitta del potenziale genetico non ancora esplorato dalle scienze naturali e dalla medicina.

### Flora
Il parco è una delle ultime porzioni rimaste della vasta foresta pluviale primaria dell'Alta Guinea che un tempo si estendeva attraverso gli attuali Togo, Ghana, Costa d'Avorio, Liberia e Sierra Leone fino alla Guinea-Bissau. È la più grande isola di foresta rimasta nell'Africa occidentale rimasta relativamente intatta. La sua foresta tropicale matura si trova all'interno di un Centro WWF/IUCN per la Diversità Vegetale e nel centro dell'endemismo della Liberia orientale e della Costa d'Avorio occidentale, probabilmente a causa di un refugium dell'era glaciale, con oltre 50 specie endemiche della regione. Il parco contiene circa 1.300 specie di piante superiori, di cui il 54% si trova solo nella zona della Guinea. La vegetazione è prevalentemente densa foresta ombrofila sempreverde di tipo superiore guineano di alberi emergenti di 40-60 m con tronchi massicci e grandi contrafforti o radici su palafitte.
Si possono riconoscere due tipi principali di foresta, che vanno dalla foresta sempreverde umida con leguminose nel terzo meridionale alla foresta semi-sempreverde umida nel nord. Un gran numero di epifite e liane formano un elemento importante ai livelli inferiori, tra cui Platycerium, Nephrolepis biserrata, Drymaria e Asplenium africanum. La foresta sempreverde umida sassandriana su suoli scistosi a sud-ovest è dominata da specie come l'ebano (Diospyros gabunensis), Diospyros chevalieri, Mapania baldwinii, Mapania linderi e Heritiera utilis (sin. Tarrietia utilis), con numerose specie endemiche, soprattutto nella bassa valle di Cavally e nelle depressioni di Meno e Hana vicino Mont Niénokoué. Gli ultimi stand del grande albero endemico Kantou guereensis sono qui. I suoli più poveri del nord e del sud-est ospitano specie come la palma Eremospatha macrocarpa, l'ebano dell'Africa occidentale Diospyros mannii, Diospyros kamerunensis, Parinari chrysophylla, Chrysophyllum perpulchrum e Chidlowia sanguinea [vi]. Specie come Gilbertiodendron splendidum, Symphonia globulifera e Raphia si trovano nelle foreste paludose dei fiumi e nelle lanche. Gli inselberg sono vegetati, a seconda del loro substrato, con praterie simili a savana e alberi decidui come la Spathodea campanulata. Nella zona sono state scoperte piante un tempo ritenute estinte, come l'Amorphophallus staudtii. Da quando lo sfruttamento commerciale del legname è ufficialmente cessato nel 1972, la foresta si è ripresa bene, anche se vaste aree sono dominate da specie piantate.
Le piante forestali svolgono ancora un ruolo importante nella vita delle persone nella regione di Taï. Il frutto del Thaumatococcus daniellii localmente noto come katamfe o katempfe, yoruba o canna morbida è utilizzato nella medicina tradizionale e contiene una sostanza proteica cinquemila volte più dolce della canna da zucchero. La corteccia della Terminalia superba, o "albero della malaria", è usata dall'etnia Kroumen per il trattamento della malaria. Ciò significa che il parco è una soffitta del potenziale genetico non ancora esplorato dalle scienze naturali e dalla medicina.

### Fauna
La fauna è abbastanza tipica delle foreste dell'Africa occidentale, ma molto diversificata, con quasi 1.000 specie di vertebrati. Il parco contiene 140 specie di mammiferi e 47 delle 54 specie di grandi mammiferi noti per essere presenti nella foresta pluviale della Guinea, tra cui dodici endemismi regionali e cinque specie minacciate. L'isolamento della regione tra due grandi fiumi ha aggiunto al suo carattere particolare.

### Mammiferi

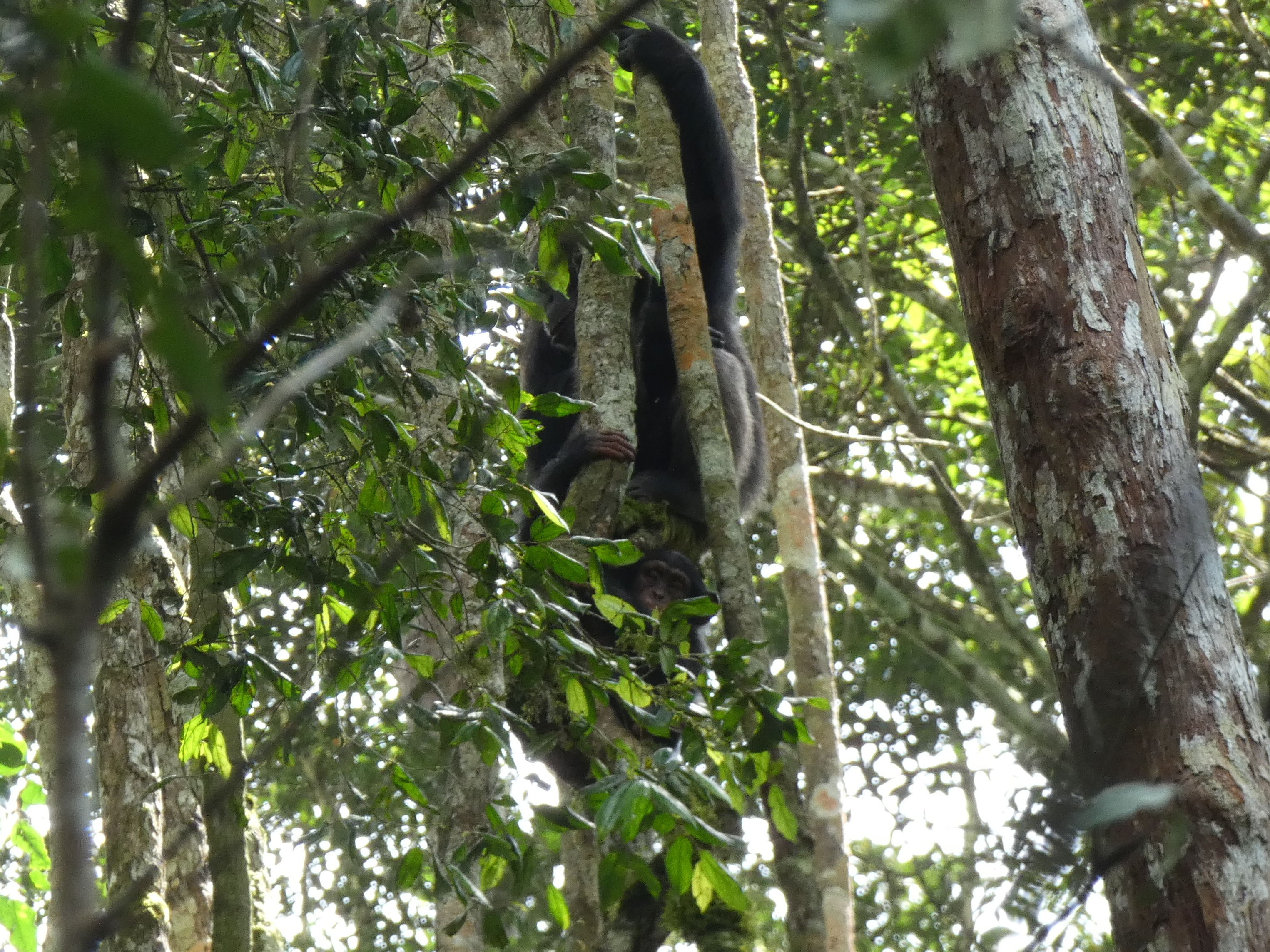
Scimpazé nel Parco Nazionale Taï

I mammiferi includono 11 specie di primati: il colobo rosso occidentale, la scimmia Diana, la scimmia mona di Campbell, la scimmia dal naso macchiato minore e maggiore, il colobo bianco e nero, il colobo ursino, il colobo verde, il cercocebo fuligginoso, il galago nano e il potto di Bosman. C'erano più di 2.000 scimpanzé dell'Africa occidentale (Pan troglodytes verus) negli anni '80. Nel 1995, è stato stimato che il numero totale di scimpanzé a Taï fosse di 4.507, circa 292 a N'Zo e nelle riserve vicine (tuttavia non c'è dubbio che tale numero sia diminuito negli ultimi 15 anni). Questi scimpanzé sono noti per l'uso di strumenti (DPN, 1998).
Nel parco si trovano anche due pipistrelli, il pipistrello della frutta con le spalline di Buettikofer e il pipistrello a foglia tonda di Aellen, lo scoiattolo volante di Pel, il pangolino gigante, il pangolino arboricolo e il pangolino dalla coda lunga, la mangusta liberiana, il gatto dorato africano, il leopardo, il maiale rosso di fiume, il maiale gigante della foresta, il chevrotain d'acqua, il bongo e il bufalo della foresta africana. Anche gli elefanti africani della foresta (Loxodonta cyclotis) sono stati osservati all'interno del parco, per quanto nel 2001 contavano solo circa 100 individui nel sud del parco rispetto ai circa 1.800 del 1979.

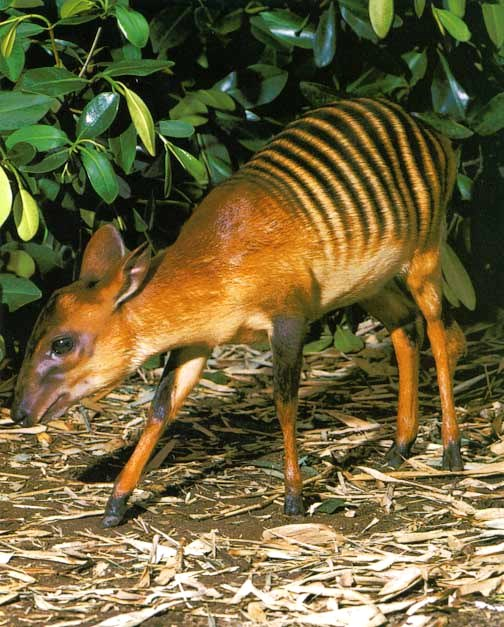
Il cefalofo zebra

Il Parco Nazionale di Taï ospita anche un'eccezionale varietà di cefalofi della foresta, tra cui il cefalofo di Jentink, il cefalofo fasciato o zebra, il cefalofo di Maxwell, il cefalofo di Ogilby, il cefalofo nero, il cefalofo baio, il cefalofo dal dorso giallo e l'antilope reale. I roditori della foresta includono il ratto dal ventre rugginoso dal pelo a cespuglio, il ratto di palude di Edward e il ghiro dei boschi. Nel parco è registrato anche il ratto Defua, che è caratteristico della foresta secondaria.
L'ippopotamo nano o pigmeo (Hexaprotodon liberiensis) contava circa 500 esemplari nel parco nel 1996, ed è una delle poche popolazioni vitali rimaste.

### Uccelli

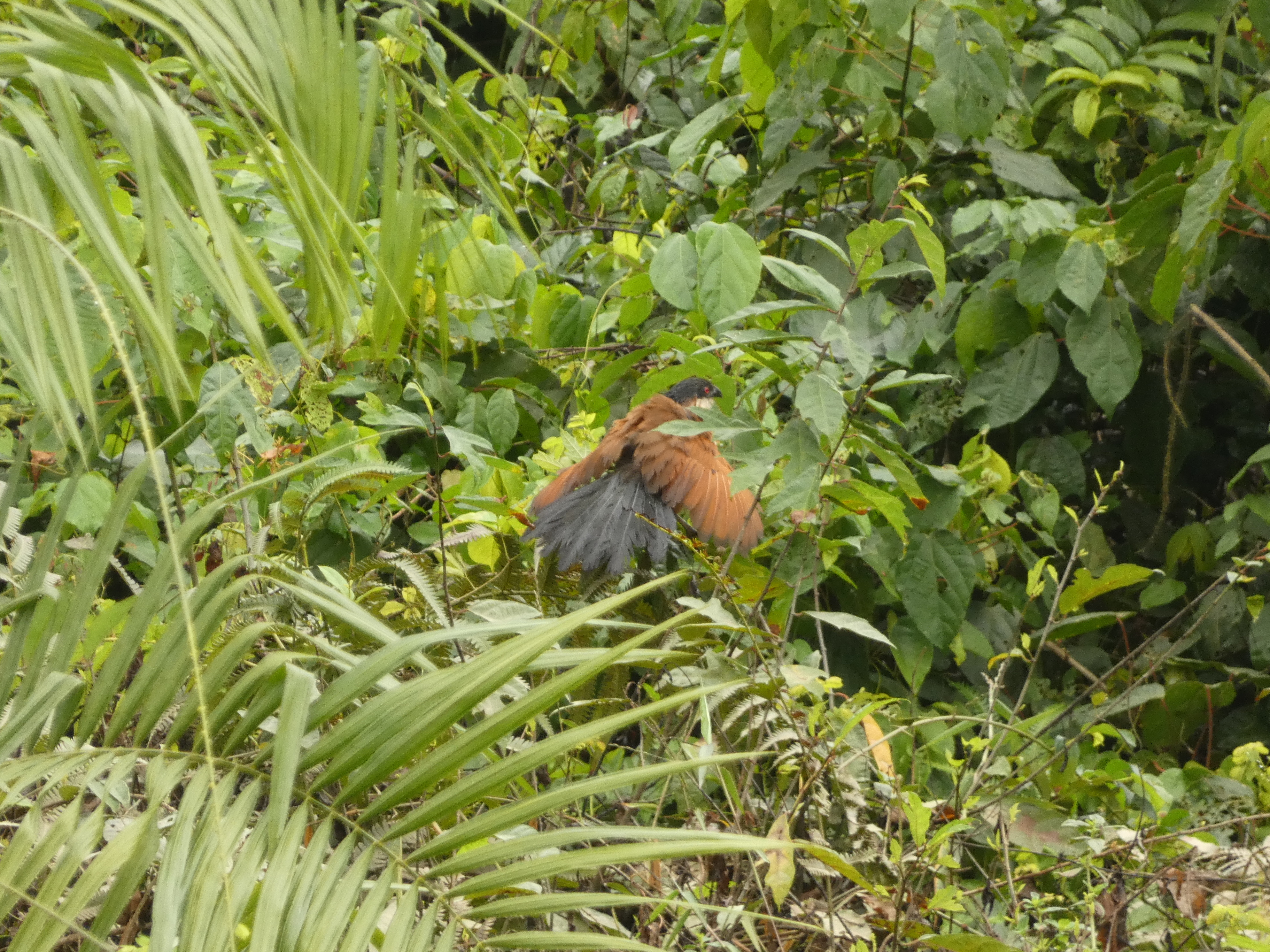
Centropus senegalensis nel parco nazionale

Il parco si trova all'interno di una delle aree ornitologiche endemiche del mondo. Sono state registrate almeno 250 specie di uccelli, di cui 28 endemiche della zona guineana e 15 di interesse mondiale (ad esempio la faraona dal petto bianco, il gufo pescatore rosso, la picatharte della Guinea); le famiglie più rappresentate sono (i "rapaci", gli Alcedinidae – martin pescatori e martin pescatori), e Bucerotidae o buceri. Ci sono 143 specie tipiche della foresta primaria, tra cui l'aquila coronata africana, il gheppio minore, la faraona dal petto bianco, il gufo pescatore rossiccio, il bucero dalle guance marroni, il bucero dalle guance gialle, l'averla cuculo caruncola occidentale, il tordo bottaccio dalle ali rossicce, il becco setola dalla coda verde, il verdone olivastro dalla gola gialla, la parula rossiccia dal cappuccio nero, Nimba pigliamosche, prinia della Sierra Leone, averla piccola di Lagden, storno lucido dalla coda di rame, uccello di roccia dal collo bianco e Gola malimbe. Il parco è stato designato come Important Bird Area (IBA) da BirdLife International perché supporta popolazioni significative di molte specie di uccelli.

### Rettili e anfibi
Due coccodrilli, il coccodrillo dal muso sottile e il coccodrillo nano, e diverse tartarughe, come la tartaruga di Home, sono tra le circa 40 specie di rettili che vivono nel parco. Almeno 56 specie di anfibi sono conosciute dal parco; questi includono un vero rospo Amietophrynus taiensis e una rana di canna trovata solo nel 1997 (Hyperolius nienokouensis), entrambi noti solo in Costa d'Avorio. 

## Problemi
La sfida principale è la conservazione della natura e della biodiversità e delle risorse naturali e dei servizi ecosistemici legati alla foresta pluviale tropicale dell'Africa occidentale.
Dal 1977 al 1987, la Costa d'Avorio ha perso il 42% dell'intera foresta, di gran lunga il più alto tasso di deforestazione mai registrato in qualsiasi paese. Anche i primati della regione sono particolarmente minacciati. Inoltre, le foreste relitte sono state degradate, frammentate e/o vittime di un crescente bracconaggio, che a volte equivale a un vero e proprio saccheggio delle risorse. Le scimmie, compresi gli scimpanzé, sono particolarmente vittime, anche se sono necessari per la corretta rigenerazione del bosco, così come - indirettamente - grandi predatori come il leopardo (Panthera pardus) che ne regola le popolazioni.